# Princes Road Synagogue
Princes Road Synagogue est une synagogue située à Toxteth, à Liverpool. Elle a été fondée à la fin des années 1860, conçue par William James Audsley et George Ashdown Audsley et consacrée le 2 septembre 1874. Elle est largement considérée comme le plus bel exemple du style néo-mauresque de l'architecture des synagogues en Grande-Bretagne . Des synagogues imitant sa conception se trouvent jusqu'à Sydney.

## Histoire
La synagogue de Princes Road a vu le jour lorsque la communauté juive de Liverpool, à la fin des années 1860, a décidé de se construire une nouvelle synagogue, reflétant le statut et la richesse de la communauté. La zone de Toxteth était en pleine expansion où les magnats de Liverpool construisaient d'opulentes demeures. La synagogue se dresse dans un groupe de lieux de culte conçus pour annoncer la richesse et le statut des capitaines d'industrie locaux, un groupe qui était remarquablement diversifié sur le plan ethnique, selon les normes de l'Angleterre victorienne. Immédiatement à côté de Princes Road se trouvent la magnifique église orthodoxe grecque de Saint-Nicolas, la paroisse anglicane de Sainte-Marguerite d'Antioche et une belle église presbytérienne galloise de style gothique primitif français.
La synagogue a été conçue par William James Audsley et George Ashdown Audsley, frères architectes d'Édimbourg. Elle a été consacrée le 2 septembre 1874. Meek décrit le bâtiment comme « éclectique » et déclare que la synagogue de Princes Road illustre l'architecture éclectique caractéristique en mélangeant harmonieusement des éléments tirés de différents styles .
Les dames de la Liverpool Old Hebrew Congregation ont organisé un bazar et un déjeuner en février 1874. Elles ont invité les dignitaires importants et se sont arrangés pour que la fanfare des Coldstream Guards joue. L'événement a permis de récolter la somme massive de 3 000 £, qui ont été reversés à la synagogue pour la décoration de l'intérieur.
La synagogue est un témoignage de la richesse et de la position sociale des magnats juifs de Liverpool du XIXe siècle, qui ont eu le goût également de commander à Max Bruch de composer les variations Kol Nidre pour violoncelle et orchestre .
Aujourd'hui, la synagogue n'est fréquentée que les jours de sabbat et les jours fériés, bien qu'elle reste populaire pour les mariages et les célébrations de bar-mitzvah.

## Description
La synagogue est construite en briques, avec des briques en terre cuite brillantes largement utilisées pour la décoration. La façade dévoile le plan de l'édifice, une basilique avec nef et bas-côtés. La section centrale s'avance des bas-côtés. Elle possède un grand portail "mauresque" divisé par une colonne centrale, au-dessus de laquelle se trouve une grande rosace de style roman, toutes deux profondément en retrait dans des arcs.
La synagogue a une nef centrale avec des bas-côtés de chaque côté, séparés par une arcade portée par de minces colonnes octogonales, qui soutiennent également des galeries au-dessus des bas-côtés. L'intérieur est remarquable pour sa décoration somptueuse, y compris la dorure et l'utilisation sans faille des meilleurs bois et marbres  . H. A. Meek dit : « Celui qui n'a pas vu l'intérieur de la synagogue de Princes Road à Liverpool n'a pas vu la gloire d'Israël .

## Images

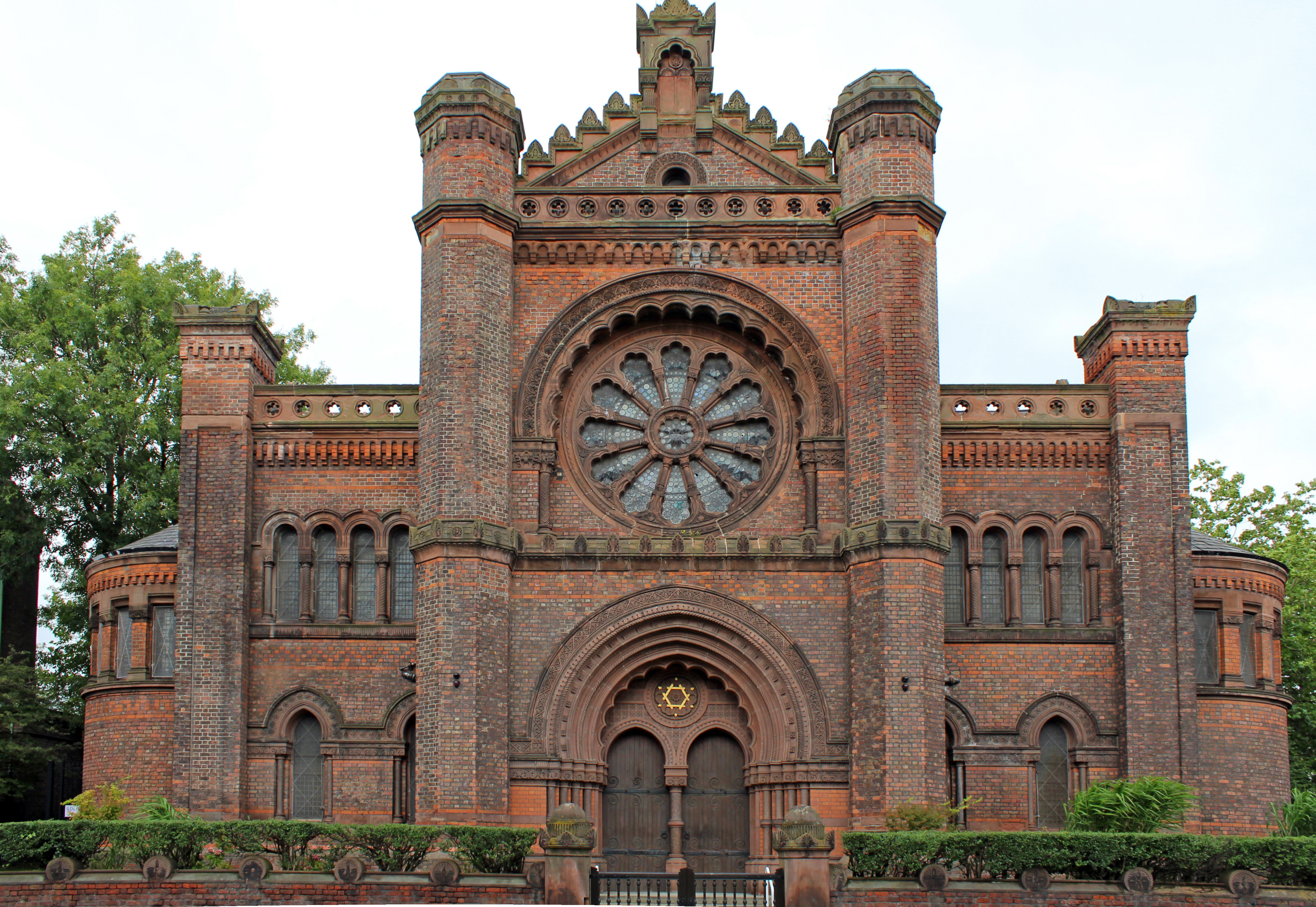
Façade
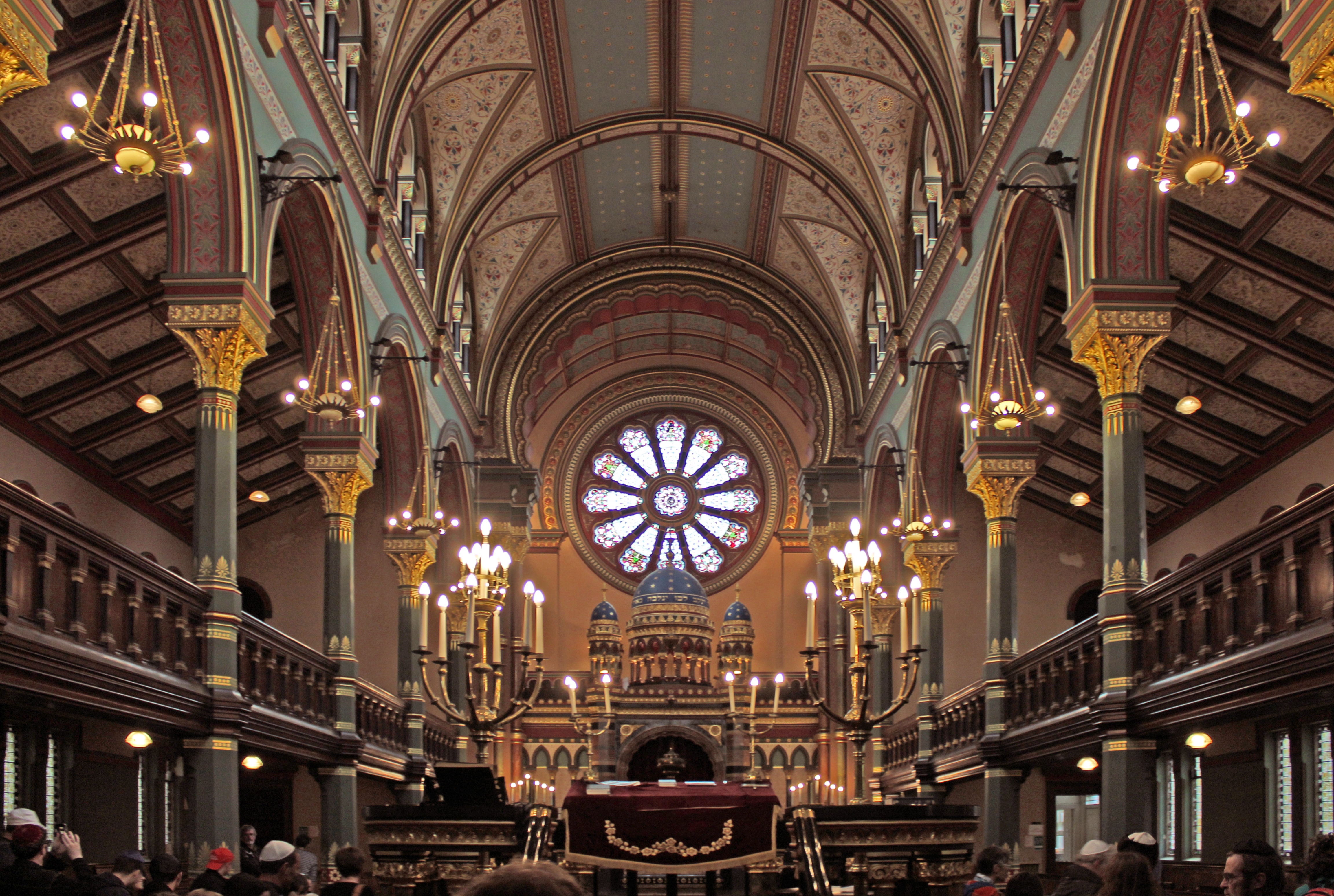
Nef vers l'est
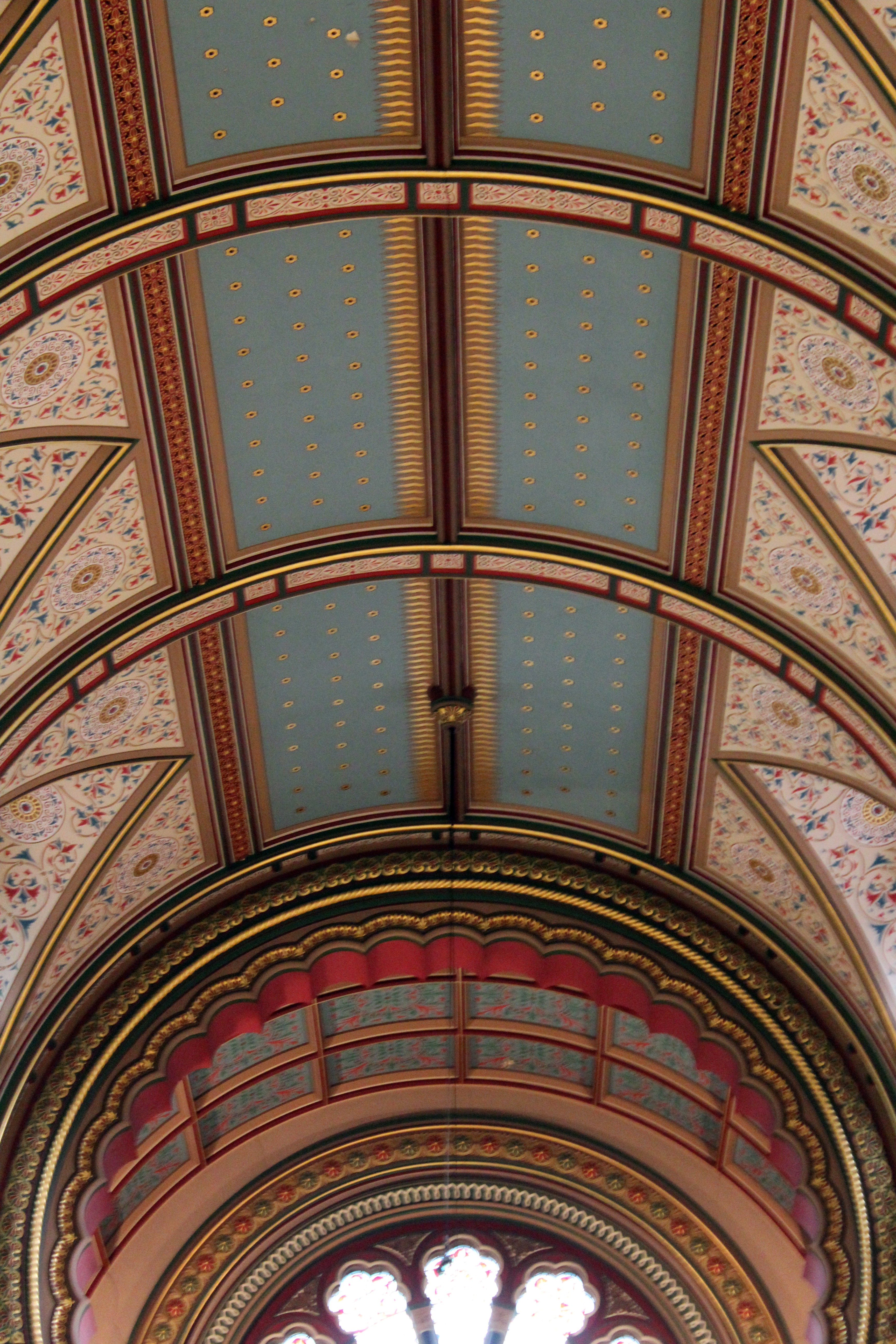
Plafond
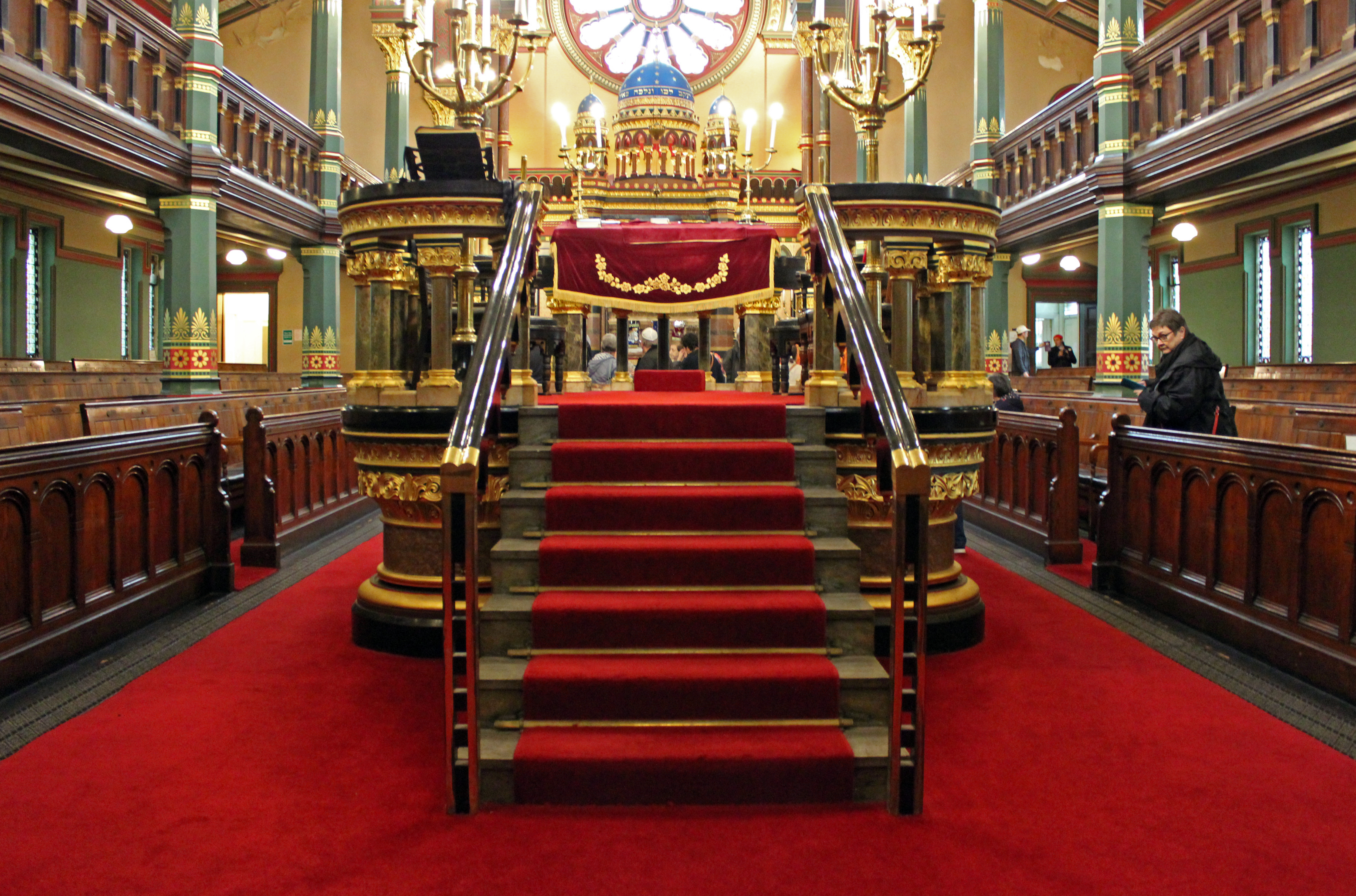
Bimah
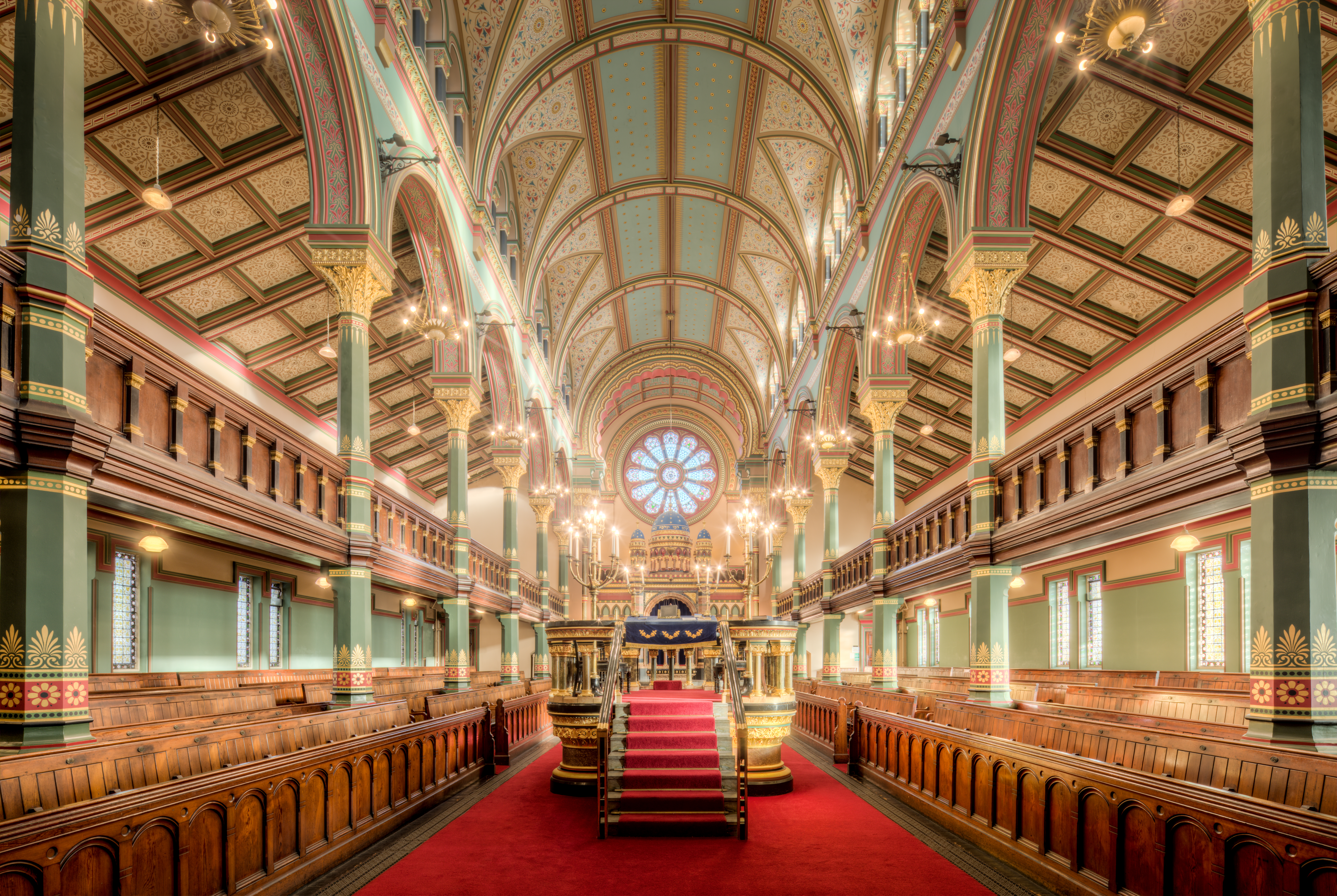
Intérieur
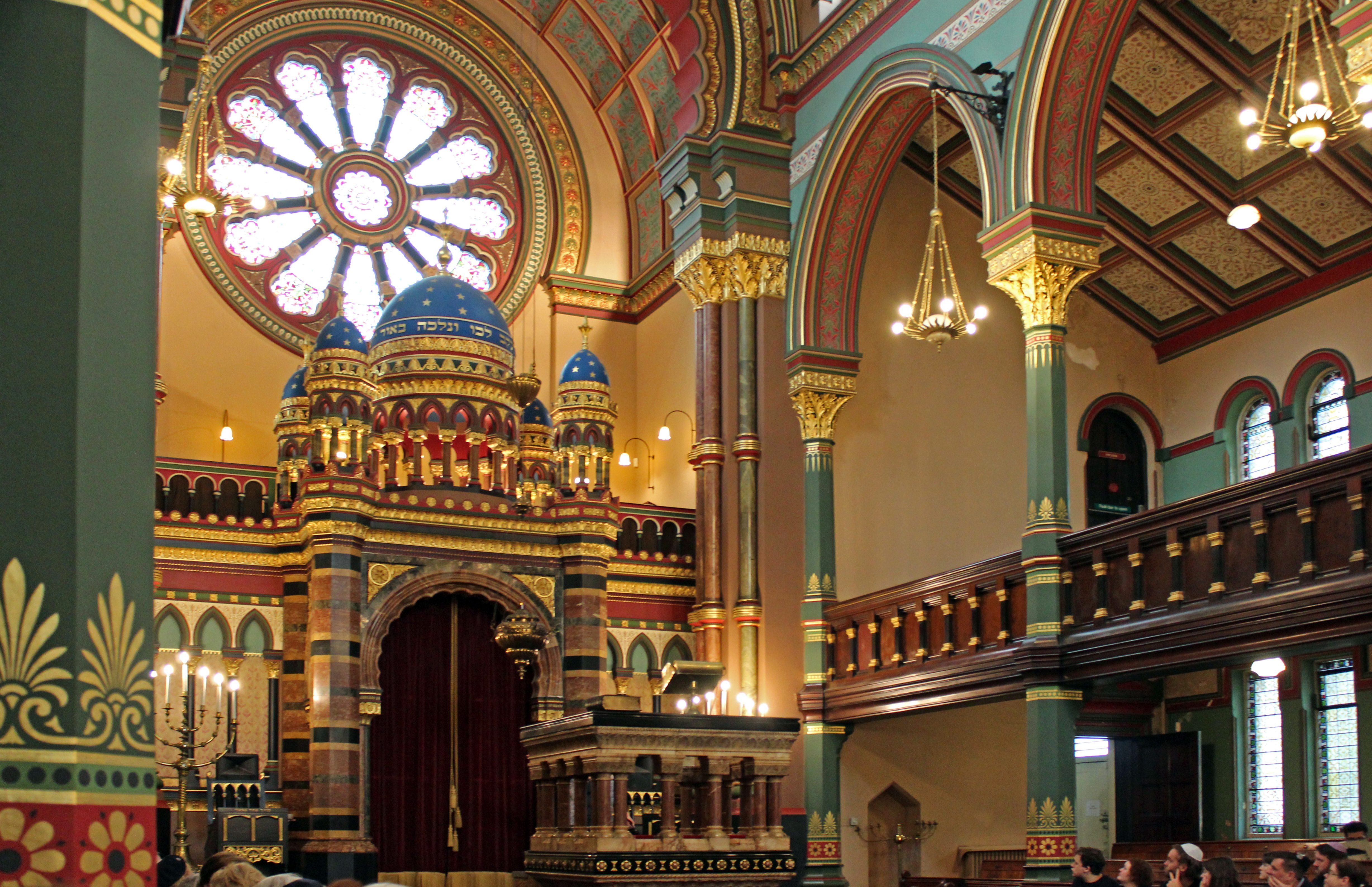
arche de la Torah
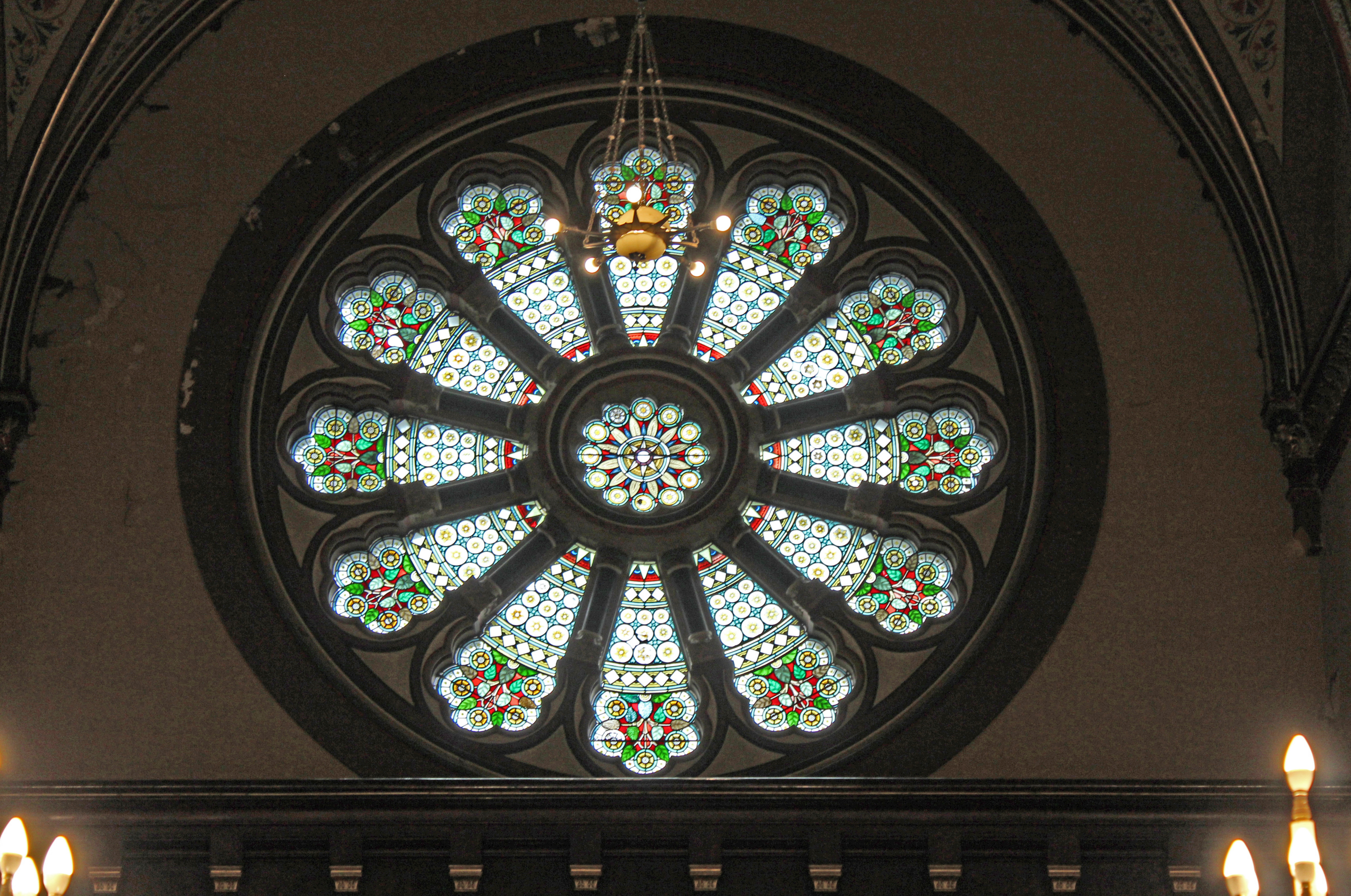
Rosace

## Voir également
- Religion au Royaume-Uni
- Histoire des Juifs en Angleterre
- Architecture de Liverpool